# جون فولد
جون فولد (انگلیسی: June Foulds; ۱۳ ژوئن ۱۹۳۴ – ۶ نوامبر ۲۰۲۰) ورزشکار دو و میدانی اهل بریتانیا بود.
وی در مسابقات کشوری و بین‌المللی در مجموع برندهٔ ۲ مدال طلا، ۱ مدال نقره، ۲ مدال برنز شده‌است.